# Форт Карре
Форт Карре (фр. Fort Carré) — крепость, достопримечательность, расположенная в северной части территории города Антиба во Франции. В этой крепости в 1794 году был временно заключен Наполеон Бонапарт.

## История
Крепость в Антибе стала строиться с центральной башни в 1550 году при Генрихе II. Затем, к ней были пристроены четыре стреловидные бастиона, которые назывались «Антиб», «Франция», «Корсика» и «Ницца». Эта крепость считалась очень мощной и надежной для своего времени.
Строительство форта Карре завершилось в 1565 году.
Строение расположено в северной части города, крепость была построена в виде четырехконечной звезды. В XVIII веке ее укреплением занялся военный министр Людовика XIV  Вобан - для того, чтобы защитить Антиб от нападений берберов. Его действия касались не только форта Карре, но и прочих городских укреплений. Основная задача состояла в том, что нужно сделать так, чтобы к городу было сложно подобраться недоброжелателям. От укреплений, которые строил Маршал Вобан, до нашего времени остались городская стена и частично арочная галерея над морем. Маршал Вобан вел работы для того, чтобы со стороны форта можно было применять огнестрельное оружие.
В литературных источниках форт Карре характеризуется как «неприступный».
8 августа 1794 года в крепость был заключен Наполеон Бонапарт. Его должна была ожидать смертная казнь как одного из сторонников Робеспьера, но его помиловали благодаря усилиям генерала Дюгомье. Последний убедил следствие, что Наполеон — талантливый воин и он пригодится стране.
После того, как графства Ниццы и Савойи в 1860 году присоединились к Франции, форт Карре потерял свою стратегическую важность.
Форт Карре в период с июня по август работает каждый день с 10:00 до 18:00 и с 10:15 до 16:30. Крепость закрыта 1 января, 1 мая, 1 ноября и 25 декабря.
На юге от форта Карре расположен порт Вобан.